# Oscar Traversa
Oscar Traversa (Buenos Aires, 2 de febrero de 1940-10 de diciembre de 2020) fue un semiólogo, docente y escritor argentino.

## Biografía
Se graduó en Artes en 1973 en la École des hautes études en sciences sociales de París, bajo la dirección de Christian Metz. En 1996 se doctoró en la misma disciplina en la Universidad de Buenos Aires.
Se dedicó a la investigación de las relaciones entre la producción mediática y el campo estético en el discurso cinematográfico y el de la prensa. Investigó los modos de construcción, en los medios y la producción artística, de los espacios públicos y privados a través de la figuración del cuerpo.
En 1974 publicó junto a Oscar Steimberg, Juan Carlos Indart y Eliseo Verón la revista LENGUAjes, revista de lingüística y semiología. También integró los comités editoriales de las revistas Poética (1978-82) y Artinf (1979-82)
Fue profesor titular en el Instituto Universitario Nacional del Arte (IUNA) y en la Facultad de Filosofía y Letras de la Universidad de Buenos Aires. También enseñó en la Universidad de La Plata, la Universidad Nacional de Rosario y la Universidad Hebrea Argentina Bar-Illán.

## Obra
- Cine: el significante negado. Buenos Aires: Edicial, 1984.
- Cuerpos de papel. Figuraciones del cuerpo en la prensa, 1918-1940. Barcelona: Gedisa, 1997.
- Estilo de época y comunicación mediática. Buenos Aires: Atuel, 1997. Junto a Oscar Steimberg.
- Cuerpos de papel II. Figuraciones del cuerpo en la prensa, 1940-1970. Buenos Aires: Santiago Arcos, 2007. Compilador.
- Comer, beber, hablar. Buenos Aires: La Crujía, 2011. Junto a Gustavo Aprea y Gastón De Lazzari.
- Figuraciones 1-2. Memoria del arte. Memoria de los medios. Buenos Aires: Asunto Impreso - IUNA, 2004. Junto a Oscar Steimberg.
- El volver de las imágenes. Buenos Aires: La Crujía, 2009. Junto a Marita Soto y Oscar Steimberg.
- Inflexiones del discurso. Buenos Aires: Santiago Arcos, 2014.